# DevOps
DevOps (Un mot creuat de “desenvolupament” i "operacions") és un mètode de desenvolupament del programari que accentua la comunicació, la col·laboració (compartició d'informació i utilització del servei web), la integració, l'automatització i la mesura del nivell de cooperació entre desenvolupadors de programari i altres professionals de tecnologies de la informació.
La metodologia DevOps reconeix la interdependència entre el desenvolupament de programari, l'assegurament de qualitat i les operacions TIC, i té com a objectiu ajudar una organització a produir ràpidament productes de programari i serveis, millorant l'eficiència del departament d'operacions.

## Objectius
Els objectius específics de l'aproximació DevOps van de banda a banda del canal de distribució, incloent-hi millora en la freqüència de lliuraments, el que pot portar a menors temps en arribar al mercat, una ràtio d'errors menors en els nous lliuraments, escurçament de temps en la correcció d'errades i de recuperació en els casos de caiguda del sistema productiu en actualitzar-ne la versió. Amb la metòdica DevOps, els processos senzills esdevenen programables i dinàmics, el que condueix a maximitzar la predictibilitat, l'eficiència, la seguretat i la facilitat de manteniment dels processos d'operacions. Sovint s'utilitza l'automatització per a assolir aquesta fita.

## Desplegament continu
Les empreses amb alliberaments molt freqüents poden requerir coneixement sobre DevOps o un programa de formació. Flickr va desenvolupar una aproximació DevOps per donar suport a un requisit empresarial de deu desplegaments per dia; aquest cicle de desplegament diari seria molt més alt a les organitzacions que produeixen aplicacions multifocus o multifunció. Això s'anomena desplegament continu o lliurament continu i ha estat associat amb la metodologia Lean Startup. Des de l'any 2009, grups de treball, associacions professionals i blogsCol·legi professional han fet divulgació sobre aquesta temàtica.

## Història del terme "DevOps"
A la conferència Agile 2008, n'Andrew Clay Shafer i en Patrick Debois van parlar d'"Infraestructura Àgil", i van crear després a Google el grup "Agile System Administrators Group" (Administradors de Sistema Àgils). El terme "DevOps" es va popularitzar a través d'una sèrie jornades anomenades "DevOps Days" que van començar el 2009 a Bèlgica. Des d'aleshores, hi ha hagut conferències sobre DevOps a multitud de països arreu del món.

## Model visual

La il·lustració que mostra DevOps com la intersecció de desenvolupament (enginyeria de programari), operacions TIC i assegurament de qualitat (QA)

Mentre algunes metodologies de desenvolupament, com el desenvolupament de programari àgil, anima a col·laborar de forma creuada entre analistes, dissenyadors, desenvolupadors i personal d'assegurament de qualitat, no sol ser existir aquesta coordinació interdepartamental amb el personal d'operacions TIC. Com s'il·lustra al gràfic, DevOps promociona un conjunt de processos i mètodes per pensar quant a comunicació i col·laboració entre desenvolupament, QA, i operacions.

## Els factors que condueixen a l'adopció
Els factors que porten a l'adopció de DevOps, són:
1. L'ús de metodologies i processos de desenvolupaments àgils
2. La demanda d'increment de versions alliberades per part dels responsables d'aplicació i d'unitat de negoci
3. La gran disponibilitat d'infraestructura virtualizada i al núvol de proveïdors interns i externs[20]
4. Increment en l'ús d'eines d'automatització i de gestió de configuració de centres de dades[21]